# 萨诺克
萨诺克（波蘭語：Sanok，發音：[ˈsanɔk]）是波兰的城市，位于喀尔巴阡山省南部桑河畔，是萨诺克县的县治。

## 友好城市
- 法國 塞斯塔斯
- 德国 菲尔斯滕瓦尔德
- 德国 赖恩海姆
- 匈牙利 珍珠市
- 瑞典 厄斯特松德
- 斯洛伐克 胡门内
- 乌克兰 別爾哥羅德-聶斯特羅夫斯基
- 乌克兰 卡緬涅茨-波多利斯基
- 乌克兰 特魯斯卡韋茨